# Dominik Dziewanowski
Dominik Jan Chryzostom Dziewanowski herbu Jastrzębiec (ur. 15 sierpnia 1759 w Płonnem, zm. 1827 tamże) – generał brygady Armii Księstwa Warszawskiego.

## Życiorys
Pochodził z dawnej rodziny mazowieckiej. Był synem Juliusza, kasztelana chełmińskiego, i Ludwiki Pawłowskiej. Rotmistrz kawalerii narodowej. Najpierw służył w armii pruskiej, potem przeszedł do armii polskiej, gdzie był adiutantem ks. S. Poniatowskiego. W powstaniu 1794 roku walczył pod Rypinem i Łabiszynem. Po upadku powstania osiadł na wsi, ale mimo to utrzymywał kontakty z legionami i wspierał je finansowo. W 1806 sformował Pułk 6 Ułanów, a następnie wstąpił do Armii Księstwa Warszawskiego. Na czele pułku walczył w kampaniach napoleońskich – w 1807 na Pomorzu, pod Tczewem i Gdańskiem, oraz w 1809 pod Sandomierzem. W czasie drugiej kampanii zajął także Lublin i uczestniczył w zajęciu Zamościa. W 1810 roku został awansowany na generała brygady i mianowany komendantem wojskowym w departamencie łomżyńskim. Stanowiska nie objął, ponieważ otrzymał urlop zdrowotny, który spędził w Cieplicach i w Karlsbadzie. W latach 1810–1812 był komendantem wojskowym w departamencie lubelskim, a w 1812 roku – w departamencie radomskim. W kampanii 1812 był dowódcą 28 Brygady Lekkiej Jazdy w 4 Dywizji Jazdy (IV Rezerwowy Korpus Kawalerii) i walczył pod Mirem i Romanowem. W czasie obrony Borysowa został ciężko ranny i dostał się do niewoli rosyjskiej.
Był odznaczony Krzyżem Kawalerskim Orderu Legii Honorowej (1809) i Krzyżem Kawalerskim Orderu Virtuti Militari (1808).
Janusz Staszewski scharakteryzował Dziewanowskiego: Był jednym ze zdolniejszych i światlejszych wojskowych swej epoki. Odważny w boju, łączył z dzielnością i szybką orientacją, która przyniosła mu sławę dobrego zagończyka, dużą umiejętność wychowawczą. Starał się szkolić i przekazywać swe doświadczenie młodym oficerem. [...] Posiadał też dużą odwagę cywilną. W razie niepowodzeń nie zasłaniał się nikim innym ani okolicznościami, nie szukał wybiegów, winę brał na siebie.
Razem z Janem Nepomucenem Dziewanowskim jest patronem Szkoły Podstawowej w Płonnem.